# Проспект (Северна Каролина)
Проспект (енгл. Prospect) насељено је место без административног статуса у америчкој савезној држави Северна Каролина.

## Демографија
По попису из 2010. године број становника је 981, што је 291 (42,2%) становника више него 2000. године.
| Група             | 2000.     | 2010.     |
| Белци             | 14 (2,0%) | 38 (3,9%) |
| Афроамериканци    | 1 (0,1%)  | 9 (0,9%)  |
| Азијати           | 0 (0,0%)  | 0 (0,0%)  |
| Хиспаноамериканци | 11 (1,6%) | 14 (1,4%) |
| Укупно            | 690       | 981       |